# Molophilus mouensis
Molophilus mouensis är en tvåvingeart som beskrevs av Hynes 1993. Molophilus mouensis ingår i släktet Molophilus och familjen småharkrankar. Inga underarter finns listade i Catalogue of Life.